# Lagenanectes richterae

Знайдені фрагменти скелету та порівнявння розмірів плезіозавра і людини

Lagenanectes richterae — вид плезіозаврів родини Elasmosauridae, що існував у крейдовому періоді, 132 млн років тому.

## Назва
Вид названий на честь Аннетт Ріхтер, куратора відділення природничих наук в Державному музеї Нижньої Саксонії.

## Історія
Скам'янілі рештки плезіозавра знайдені у 1964 році палеонтологом-аматором у глиняному кар'єрі поблизу Ганновера (Німеччина). Виявлено великий фрагмент черепа, хребет, ребра та кістки чотирьох кінцівок. Неописані скам'янілості зберігалися в Державному музеї Нижньої Саксонії. Їх описала у 2017 році міжнародна команда палеонтологів, до якої входили Свен Сакс (музей природознавства у Білефельді), Ян Горнунг (Геттінгенський університет) та Бенджамін Кеар (Музей еволюції університету Упсали, Швеція).